# Prescription: Medicide
Prescription: Medicide — второй студийный альбом aggrotech-группы Grendel. В Европе его выпустил лейбл NoiTekk, 15 января 2004 года. В США альбом вышел на лейбле Metropolis Records, 8 октября 2004. В Европе также вышел ограниченный выпуск бонусного альбома в специальной упаковке, на котором присутствовали несколько эксклюзивных треков и миксов, а также видеоклип. Все тексты песен данного альбома написал VLRK (Jd Tucker).

## Список композиций
1. Construct Construction — 4:08
2. Crucify — 5:39
3. Guilt By Association — 4:25
4. Pax Psychosis — 5:25
5. Dream — 3:50
6. Prescription: Medicide — 4:40
7. Social Distortion — 5:24
8. Fatal Flaws — 4:01
9. Rotting Garden — 4:11
10. Kurtz — 2:32

## Бонусный диск
1. Zombie Nation
2. Crucify (Urkom Remix)
3. Pax Psychosis (Tactical Sekt Remix)
4. Pax Psychosis (44 Whore Mix)
5. Fatal Flaws (Ah CamaSotz Remix)
6. Rotting Garden (Infekktion Remix)